# 松の里
松の里（まつのさと）は茨城県つくば市の地名。郵便番号は1番地のみ305-0903。その他は300-1244。人口は2017年8月1日現在、0人である。

## 地理
つくば市の南部に位置し、筑波研究学園都市研究学園地区に属する。全域が森林総合研究所となっている。東・北は大井、西は菅間、南は高崎と接している。

## 歴史

### 沿革
- 1977年（昭和52年） - 土地区画整理事業により成立。稲敷郡茎崎村松の里となる。[3]
- 1983年（昭和58年）1月1日 - 茎崎村の町制施行により稲敷郡茎崎町松の里となる。
- 2002年（平成14年）11月1日 - 茎崎町がつくば市に編入され、つくば市松の里となる。

### 町名の変遷
| 実施後 | 実施年月日                | 実施前（各大字名ともその一部）                                                           |
| ------ | ------------------------- | ---------------------------------------------------------------------------------------- |
| 松の里 | 1977年（昭和52年）7月22日 | 大字高崎字備久保・字木口地・字高見谷・字木口地大繩場、大字大井字木口・字西ノ山・字西ノ原 |